# Brock Purdy
Brock Purdy (geboren am 27. Dezember 1999 in Queen Creek, Arizona) ist ein US-amerikanischer American-Football-Spieler auf der Position des Quarterbacks. Er spielte College Football für die Iowa State University und wurde im NFL Draft 2022 in der siebten Runde als letzter Spieler von den San Francisco 49ers ausgewählt, was ihn zum „Mr. Irrelevant“ machte.

## Highschool und College
Purdy wurde in Queen Creek, Arizona, geboren und besuchte die Perry High School in Gilbert. Sein Vater Shawn spielte von 1991 bis 1998 Baseball in den Minor Leagues. Nach einer erfolgreichen Footballkarriere an der Highschool und der Auszeichnung als Gatorade Arizona Player of the Year 2017 erhielt Purdy Stipendienangebote von zahlreichen großen College-Football-Teams. Er entschied sich für die Iowa State Cyclones der Iowa State University, für die er ab 2018 spielte. Dort war er bereits ab dem fünften Spieltag seiner Freshman-Saison Starting-Quarterback, nachdem sich der ursprünglich als Starter vorgesehene Kyle Kempt verletzt hatte und dessen Ersatzmann Zeb Noland nicht hatte überzeugen können. Purdy konnte dank überzeugender Leistungen seine Position als Starter auch nach der Genesung von Kempt inne behalten, bereits bei seinem ersten längeren Einsatz gegen die Oklahoma State Cowboys überzeugte Purdy mit insgesamt 402 Yards Raumgewinn und fünf Touchdowns. Er war der erste Quarterback seit 1995, der in seinem ersten Jahr bei den Cyclones bereits als Starter spielte. Purdy gewann 2018 von acht Spielen als Starter sechs und verzeichnete eine Passquote von 66,4 %, erzielte 2250 Yards Raumgewinn und warf 16 Touchdownpässe bei 7 Interceptions. Er ging in die kommende Saison als Starter und stellte 2019 zahlreiche Rekorde bei den Cyclones auf, darunter für die meisten Yards Raumgewinn im Passspiel (3982), geworfene Touchdowns (27) und vollständige Pässe (312) in einer Spielzeit. Infolge seiner starken ersten beiden Saisons für Iowa State wurde Purdy vor der Saison 2020 als potentieller Erstrundenpick im NFL Draft 2021 gehandelt, aber insbesondere aufgrund fehlender Konstanz in seinem Spiel nach der Saison 2020 schwächer eingeschätzt. Dennoch spielte er auch in seinen letzten beiden Jahren am College relativ erfolgreich und wurde 2020 und 2021 mit Nominierungen für das All-Star-Team der Big 12 Conference geehrt. Purdy bestritt 46 Spiele als Starter für die Cyclones und stellte zahlreiche Karrierebestwerte bei Iowa State auf. Er kam insgesamt auf 12.170 Yards Raumgewinn im Passspiel und 81 Touchdownpässe bei 33 Interceptions.

## NFL

### 2022: Vom dritten Quarterback zum Starter
Purdy wurde im NFL Draft 2022 in der siebten Runde an 262. Stelle von den San Francisco 49ers ausgewählt. Er war der letzte in diesem Draft gewählte Spieler und somit der „Mr. Irrelevant“. In der Saisonvorbereitung konnte er sich gegen Nate Sudfeld um den Platz im 53-Mann-Kader als dritter Quarterback hinter Trey Lance und Jimmy Garoppolo durchsetzen. Infolge des verletzungsbedingten Saison-Aus von Lance, der als Starter für die 49ers in die Saison ging, rückte Purdy nach dem zweiten Spieltag in die Rolle des Ersatzquarterbacks für Garoppolo auf. In dieser Funktion kam er am fünften Spieltag gegen die Carolina Panthers zu seinem ersten Einsatz in der NFL, als er beim 37:15-Sieg im bedeutungslosen letzten Spielzug abkniete. Mehr Einsatzzeit erhielt er in Woche 7 bei der Niederlage gegen die Kansas City Chiefs, als er Garoppolo bei aussichtslosem Rückstand ersetzte und vier von neun Pässen anbrachte, wobei ihm eine Interception unterlief. Damit war er der erste Mr. Irrelevant, der einen erfolgreichen Passversuch verzeichnete – zuvor war von sieben Quarterbacks, die als letztes in ihrem Draft ausgewählt worden waren, lediglich einer zu einem Einsatz in der NFL gekommen (Chad Kelly verzeichnete 2018 einen Einsatz bei einem Kneeldown für die Denver Broncos).
Eine deutlich größere Rolle nahm Purdy bei der Partie gegen die Miami Dolphins am dreizehnten Spieltag ein. Bereits früh im ersten Viertel musste er für Garoppolo eingewechselt werden, der das Feld verletzungsbedingt verlassen musste und – wie sich später herausstellte – mit einem gebrochenen Fuß für den Rest der Saison ausfiel. Purdy schloss seinen ersten Drive in diesem Spiel mit seinem ersten Touchdownpass in der NFL für 3 Yards auf Kyle Juszczyk ab und führte die 49ers zu einem 33:17-Sieg. Dabei verzeichnete er 25 erfolgreiche Pässe bei 37 Versuchen, 210 Yards Raumgewinn im Passspiel sowie zwei Touchdowns und eine Interception. In der folgenden Woche bestritt Purdy seine erste Partie als Starter und traf dabei auf die von Tom Brady angeführten Tampa Bay Buccaneers. San Francisco gewann das Spiel deutlich mit 35:7 und Purdy brachte 16 von 21 Pässen für 185 Yards und zwei Touchdowns an, einen weiteren Touchdown erlief er selbst.
Er gewann alle verbleibenden Spiele der Regular Season als Starter, die 49ers beendeten die Regular Season mit 10 Siegen in Folge und zogen als zweitgesetztes Team in die Play-offs ein. Purdy sah insgesamt in sechs Spielen wesentliche Einsatzzeit, die er allesamt gewann, brachte 67,1 Prozent seiner Pässe für 1374 Yards Raumgewinn an und warf 13 Touchdownpässe bei vier Interceptions. In den Play-offs gewannen die 49ers mit Purdy auch die ersten beiden Spiele gegen die Seattle Seahawks und die Dallas Cowboys. Dabei erzielte er als erster Rookie-Quarterback seit 1970 mindestens 200 Yards Raumgewinn in zwei aufeinanderfolgenden Play-off-Spielen und gewann als dritter Rookie-Quarterback nach Mark Sanchez und Joe Flacco zwei Play-off-Spiele. Im NFC Championship Game gegen die Philadelphia Eagles verletzte Purdy sich im sechsten Spielzug am rechten Ellenbogen und musste daher durch Josh Johnson ersetzt werden. Im dritten Viertel musste Purdy jedoch wieder eingewechselt werden, da Johnson das Feld wegen Verdachts auf Gehirnerschütterung hatte verlassen müssen. Verletzungsbedingt war Purdy allerdings kaum noch in der Lage zu passen und warf nur noch einen kurzen Pass, sodass die 49ers fast ausschließlich auf Laufspiel setzten. Die 49ers verloren das Spiel mit 7:31.

### 2023: Starter und Einzug in den Super Bowl
In die Saison 2023 ging Purdy als unangefochtener Starter seines Teams. Kurz vor Saisonbeginn gaben die 49ers Lance, für den sie im NFL Draft 2021 noch drei Erstrundenpicks investiert hatten und der vor Purdy als langfristige Lösung auf der Quarterback-Position vorgesehen war, für einen Viertrundenpick an die Dallas Cowboys ab. Neuer Backup der 49ers wurde Sam Darnold. Zu Beginn der Saison 2023 konnte Purdy mit seinem Team an die Leistungen aus der Vorsaison anknüpfen. Die 49ers gewannen die ersten fünf Spiele. Damit verzeichnete Purdy die zweitlängste Serie von gewonnenen Regular-Season-Spielen zu Karrierebeginn (10, geteilt mit Mike Tomczak und Mike Livingston, hinter Ben Roethlisberger mit 15 Siegen). Purdy glänzte dabei auch individuell mit 72,1 % angebrachten Pässen und neun Touchdownpässen bei keiner Interception.
Seine Serie endete am sechsten Spieltag mit seiner ersten Niederlage in einem Spiel gegen die Cleveland Browns, bei dem er nur 12 von 27 Pässen für 125 Yards ans Ziel brachte. Auch die folgenden beiden Partien gegen die Minnesota Vikings und die Cincinnati Bengals verlor San Francisco, auch bedingt durch Ballverluste von Purdy in kritischen Momenten. Anschließend gewannen die 49ers mit überzeugenden Leistungen von Purdy allerdings sechs Spiele in Serie und avancierte zwischenzeitlich nach dem 15. Spieltag zum Favoriten auf den NFL Most Valuable Player Award (MVP). Am 16. Spieltag warf er im direkten Duell gegen den MVP-Mitfavoriten Lamar Jackson von den Baltimore Ravens, das mit 19:33 verloren ging, allerdings vier Interceptions. Dennoch sicherten sich die 49ers den Nummer-eins-Seed in der NFC bereits nach dem 17. Spieltag, weshalb Purdy in Woche 18 für die Play-offs geschont wurde und nicht zum Einsatz kam. Als erster Quarterback der 49ers seit Jeff Garcia 2002 wurde Purdy in den Pro Bowl gewählt.
In der Divisional Round trafen die 49ers auf die Green Bay Packers. Bei regnerischem Wetter zeigte Purdy für den Großteil der Partie keine guten Leistungen, führte sein Team aber in den letzten Minuten des Schlussviertels mit einem Drive über 12 Plays und 69 Yards zu einem knappen 24:21-Sieg und dem erneuten Einzug ins NFC Championship Game. Dort stand San Francisco den Detroit Lions gegenüber und gewann nach einem 7:24-Rückstand zur Pause mit 34:31. Purdy brachte dabei 20 von 31 Pässen für einen Touchdown und eine Interception ans Ziel, zudem erlief er 48 Yards. Dadurch zog er mit seinem Team in den Super Bowl LVIII ein, in dem die 49ers auf den Titelverteidiger Kansas City Chiefs trafen. Das Spiel verloren die 49ers mit 22:25 in der Overtime. Purdy brachte dabei 23 von 38 Pässen für 255 Yards ans Ziel und erlief zudem noch 12 Yards.

### NFL-Statistiken
| 2022                               | SF     | 9  | 5  | 114–170   | 67,1 | 1.374 | 13 | 4  | 107,3 |
| 2023                               | SF     | 16 | 16 | 308–444   | 69,4 | 4.280 | 31 | 11 | 113,0 |
| 2024                               | SF     | 15 | 15 | 303–455   | 65,9 | 3.864 | 20 | 12 | 96,1  |
| Gesamt                             | Gesamt | 40 | 36 | 722–1.069 | 67,5 | 9.518 | 64 | 27 | 111,4 |
| Quelle: pro-football-reference.com |        |    |    |           |      |       |    |    |       |